# Banda de 15m

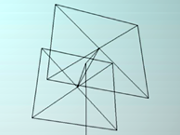
Antena Quad.

La banda de 15 m es una banda de radioaficionado de propagación diurna. 

## Uso
Al igual que la banda de 17 m, es una excelente banda DX en caso de fuerte actividad solar, pero es muy dependiente de la ionización. Es una banda únicamente de propagación diurna.

## Antenas
Al igual que en todas las bandas HF, el tamaño de las antenas es una dificultad práctica encontrada por los radioaficionados en ciudad. En efecto, un dipolo para esta banda mide unos 7,5 m, o sea, el largo de un minibus. Quienes por esta razón no pueden instalar una antena dipolo o una antena Yagi, utilizan antenas verticales, antenas dipolo acortadas eléctricamente, antenas sloper, o bien antenas en V invertida. Sin embargo, a diferencia de las bandas de 20 m o inferiores, ya se pueden utilizar antenas C (dipolo plegado en forma de C).
Habitualmente, las antenas para la banda de 15 m son antenas multibandas con trampas (traps, en inglés), que acortan eléctricamente la antena.

## Propagación
Esta banda se comporta de manera similar a la banda de 17 m: no es muy afectada por la capa D. Es una banda que aprovecha favorablemente durante el día la capa F1, pero es muy dependiente de ella. Es una banda muy favorable para el DX únicamente en años de alta actividad solar, cuando la MUF sube lo suficiente. Su ancho de banda (450 kHz) hace de ella una banda sumamente cómoda de día en períodos de alta actividad solar.

## Ancho de banda

### Región 1
En la Región 1 IARU: de 21 000 a 21 450 MHz

### Región 2
En la Región 2 IARU:  de 21 000 a 21 450 MHz

### Región 3
En la Región 3 IARU: de 21 000 a 21 450 MHz 
Hay poca propagación esporádica E, la mayor parte se realiza por la capa F2.
- Datos: Q191017